# MetNet
MetNet, Мет-нет (от англ. meteo network) — малая метеорологическая станция (ММС) по российско-финскому проекту автоматической межпланетной станции (АМС), предназначенная для посадки на поверхность Марса с целью проведения мониторинга состояния атмосферы Марса в точке посадки в течение одного марсианского года. Предполагается, что ММС может стать базовым элементом глобальной сети  MarsNet (от англ. Mars network) долгоживущих мини-метеостанций, которая позволит наблюдать за динамикой изменения параметров атмосферы Марса.
Результатом работы сети ММС могут быть сетевые метеорологические и сейсмические измерения, которые при наличии телевизионных изображений поверхности и учёте расположения станций дадут целостную картину.
Масса малой метеостанции — 19,0 кг. Масса комплекса полезной нагрузки ММС — 2,5 кг.

## Задачи
Основными научными задачами малых метеостанций являются:
- Исследование вертикальной структуры атмосферы Марса во время спуска ММС;
- Метеорологические наблюдения на поверхности Марса в течение одного марсианского года.

Комплекс полезной нагрузки малой метеостанции предназначен для решения следующих задач:
- Съёмка изображения поверхности Марса, измерение профиля давления и температуры во время посадки станции на Марс;
- Съёмка панорамного стереоскопического изображения окружающей местности в точке посадки;
- Получение абсолютных значений температуры, давления, влажности и их изменение по высоте в приповерхностном слое атмосферы Марса в месте посадки;
- Измерение плотности грунта и температуры верхнего слоя грунта

## Спуск на поверхность Марса
Процесс спуска ММС в атмосфере можно условно разбить на два участка:
- Участок аэродинамического торможения;
- Участок спуска ММС на дополнительном надувном тормозном устройстве (ДНТУ);

Торможение ММС на первом этапе осуществляется при помощи пневматического тормозного устройства в виде тора с наружным диаметром 1 м (площадью примерно 0,78 м²). На этом этапе происходит основное уменьшение скорости аппарата с гиперзвуковой в момент входа в атмосферу (число Маха М ≈ 29) до скорости, допустимой для ввода ДНТУ (число Маха М ≈ 0,8).

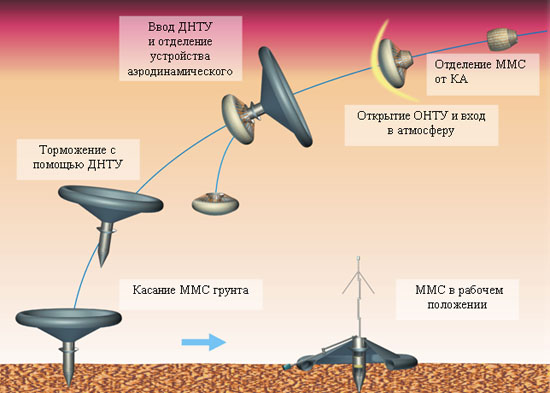
Схема приземления MetNet

Для торможения ММС на втором, заключительном, этапе спуска в атмосфере используется дополнительное надувное тормозное устройство, представляющее собой тор с внешним диаметром 1,8 м. При вводе (наполнении) ДНТУ от ММС отделяется устройство аэродинамического торможения. Расхождение устройства аэродинамического торможения и внедряемой части с наполненным ДНТУ обеспечивается за счёт разницы баллистических параметров.
В процессе дальнейшего спуска ММС тормозится до посадочной скорости, составляющей:
- 48,5—57,6 м/с для уровня поверхности H = 2 км;
- 44,6—52,8 м/с для уровня поверхности H = 0 км.

При контакте с поверхностью происходит внедрение в грунт носовой части корпуса ММС.
После посадки метеостанции на поверхность Марса раскрываются две штанги: одна телескопически выдвигается вверх на высоту 1 метр, а другая — откидывается на поверхность. На вертикальной штанге укреплены антенна, панорамная телекамера, датчик скорости ветра и разнесённые по длине штанги датчики температур, именно благодаря им предполагается провести градиентные измерения температуры приповерхностного слоя. На другой штанге расположены датчик влажности и датчик температур.

## Состав КА
Согласно уточнённому составу миссии Роскосмоса и Финского метеоинститута, в 2017 году к Марсу стартует КА «Марс-нет». Это будет российский научный аппарат. На нем будут размещены восемь станций MetNet: четыре финские и четыре российские, созданные по проекту малых станций КА «Марс-96». Учёные утверждают что такая сеть способствует более глубокому и глобальному изучению красной планеты.

## Научная аппаратура
Орбитальный аппарат:
- Камера высокого разрешения
- Сейсмометр
- Лидар
- Масс — спектрометр

Посадочный модуль:
- Видеосистема + панорамная камера
- Датчики температуры
- Датчик скорости ветра
- Датчик влажности
- Магнитометр
- АРХ спектрометр
- Проникающий зонд на манипуляторе (модернизированный «Плуто» на аппарате «Бигль-2»)